# 百變小櫻動畫集數列表
百變小櫻動畫集數列表列舉由漫畫《百變小櫻》所改編的同名電視動畫集數。劇情以漫畫原作為主，但動畫中擴充大部分原創情節、人物及設定，與原作內容同時有著不少出入。例如庫洛牌數量從原作的19張增為54張，其他增加的內容包括主角小櫻首次接觸魔法、踏上尋找卡牌的旅程起始，以及李小狼與她共同競爭搜集卡牌的詳細過程。

## 各集列表
| 話數                                         | 日文標題                                     | 香港標題                                     | 台灣標題                                     | 劇本                                         | 分鏡                                         | 演出                                         | 作畫監督                                     | 首播日期                                     | 收服卡片 | 改編自原作                                   |
| 〈庫洛牌篇〉第1部：小學4年級第1學期－第3學期 | 〈庫洛牌篇〉第1部：小學4年級第1學期－第3學期 | 〈庫洛牌篇〉第1部：小學4年級第1學期－第3學期 | 〈庫洛牌篇〉第1部：小學4年級第1學期－第3學期 | 〈庫洛牌篇〉第1部：小學4年級第1學期－第3學期 | 〈庫洛牌篇〉第1部：小學4年級第1學期－第3學期 | 〈庫洛牌篇〉第1部：小學4年級第1學期－第3學期 | 〈庫洛牌篇〉第1部：小學4年級第1學期－第3學期 | 〈庫洛牌篇〉第1部：小學4年級第1學期－第3學期 | 〈庫洛牌篇〉第1部：小學4年級第1學期－第3學期                                                                                          | 〈庫洛牌篇〉第1部：小學4年級第1學期－第3學期 |
| -------------------------------------------- | -------------------------------------------- | -------------------------------------------- | -------------------------------------------- | -------------------------------------------- | -------------------------------------------- | -------------------------------------------- | -------------------------------------------- | -------------------------------------------- | --- | -------------------------------------------- |
| 第1話                                        |                                              | 不可思議的魔法書                             | 小櫻與不可思議的魔法書                       | 大川七瀨                                     | 淺香守生                                     | 淺香守生                                     | 高橋久美子                                   | 1998年 4月7日                                | 風（Windy）、 翔（Fly） | 第1卷                                        |
| 第2話                                        |                                              | 最好的朋友                                   | 小櫻最好的朋友                               | 大川七瀨                                     | 小島正幸                                     | 中野頼道                                     | 郷敏治                                       | 4月14日                                      | 影（Shadow） | 第1、2卷                                     |
| 第3話                                        |                                              | 心跳的初次約會                               | 小櫻心跳的初次約會                           | 大川七瀨                                     | 片淵須直                                     | 片淵須直                                     | 君塚勝教                                     | 4月21日                                      | 水（Watery） | 第1卷                                        |
| 第4話                                        |                                              | 最累的星期日                                 | 小櫻最累的禮拜天                             | 金子二郎                                     | 中西伸彰                                     | 中西伸彰                                     | 北尾勝 嶋津郁雄                              | 4月28日                                      | 雨（Rain）、 樹（Wood） | 原創                                         |
| 第5話                                        |                                              | 毛公仔失竊事件                               | 小櫻、熊貓、可愛的店                         | 石井博士                                     | 神戶守                                       | 神戶守                                       | 古賀誠                                       | 5月5日                                       | 跳（Jump） | 第1卷                                        |
| 第6話                                        |                                              | 媽媽的幻影                                   | 小櫻與母親的回憶                             | 大川七瀨                                     | 坂田純一                                     | 酒井明雄                                     | 郷敏治                                       | 5月12日                                      | 幻（Illusion） | 第1卷                                        |
| 第7話                                        |                                              | 博物館之謎                                   | 小櫻當怪盜！？                               | 金子二郎                                     | 中西伸彰                                     | 水野和則                                     | 藤田真理子                                   | 5月26日                                      | 默（Silent） | 原創                                         |
| 第8話                                        |                                              | 李小狼來了                                   | 小櫻的對手登場                               | 大川七瀨                                     | 片淵須直                                     | 片淵須直                                     | 櫻井邦彦                                     | 6月2日                                       | 雷（Thunder） | 第2卷                                        |
| 第9話                                        |                                              | 劍魂上身                                     | 小櫻與不可思議的別針                         | 大川七瀨                                     | 神戶守                                       | 神戶守                                       | 古賀誠                                       | 6月9日                                       | 劍（Sword） | 第2卷                                        |
| 第10話                                       |                                              | 陸運會之奇異花瓣                             | 小櫻與花瓣紛飛的運動會                       | 石井博士                                     | 松井仁之                                     | 酒井明雄                                     | 郷敏治                                       | 6月16日                                      | 花（Flower） | 第2卷                                        |
| 第11話                                       |                                              | 知世的大屋                                   | 小櫻與知世的大房子                           | 大川七瀨                                     | 坂田純一                                     | 坂田純一                                     | 君塚勝教                                     | 6月23日                                      | 盾（Shield） | 第3卷                                        |
| 第12話                                       |                                              | 沒完沒了的一日                               | 小櫻無法結束的一天                           | 金子二郎                                     | 神戶守                                       | 神戶守                                       | 古賀誠                                       | 6月30日                                      | 時（Time） | 原創                                         |
| 第13話                                       |                                              | 大象扯大纜                                   | 小櫻與大象比力氣                             | 大川七瀨 石井博士                            | 水野和則                                     | 水野和則                                     | 櫻井邦彦                                     | 7月7日                                       | 力（Power） | 原創                                         |
| 第14話                                       |                                              | 桃矢與灰姑娘                                 | 小櫻、桃矢和灰姑娘                           | 大川七瀨                                     | 酒井明雄                                     | 藪下昌二                                     | 郷敏治                                       | 7月14日                                      | 霧（Mist） | 原創                                         |
| 第15話                                       |                                              | 小櫻與基路仔鬧大交                           | 小櫻和小可吵架了                             | 金子二郎                                     | 片淵須直                                     | 北尾勝                                       | 北尾勝                                       | 7月21日                                      | 浮（Float） | 原創                                         |
| 第16話                                       |                                              | 回憶之彩虹                                   | 小櫻與回憶之虹                               | 大川七瀨                                     | 神戶守                                       | 神戶守                                       | 古賀誠                                       | 8月4日                                       | - | 第5卷                                        |
| 第17話                                       |                                              | 最害怕的試膽量大會                           | 小櫻最害怕的膽量考驗                         | 大川七瀨                                     | 寺東克己                                     | 安藤健                                       | 藤田真理子                                   | 8月11日                                      | 消（Erase） | 第4卷                                        |
| 第18話                                       |                                              | 小櫻與雪兔的夏日祭禮                         | 小櫻與雪兔的夏日祭典                         | 大川七瀨                                     | 藪下昌二                                     | 藪下昌二                                     | 高橋久美子                                   | 8月18日                                      | 燈（Glow） | 第4卷                                        |
| 第19話                                       |                                              | 小櫻的暑假功課                               | 小櫻的暑假作業                               | 金子二郎                                     | 神戶守                                       | 神戶守                                       | 古賀誠                                       | 9月1日                                       | 移（Move） | 原創                                         |
| 第20話                                       |                                              | 識功夫的轉校生                               | 小櫻與武打少女                               | 大川七瀨                                     | 坂田純一                                     | 坂田純一                                     | 櫻井邦彦                                     | 9月8日                                       | 鬥（Fight） | 原創                                         |
| 第21話                                       |                                              | 漫長的馬拉松大賽                             | 小櫻的漫長馬拉松大賽                         | 金子二郎                                     | 神戶守                                       | 神戶守                                       | 古賀誠                                       | 9月15日                                      | 環（Loop） | 原創                                         |
| 第22話                                       |                                              | 慈祥的爸爸                                   | 小櫻的好爸爸                                 | 石井博士                                     | 佐藤雄三                                     | 水野和則                                     | 北尾勝                                       | 9月22日                                      | 眠（Sleep） | 原創                                         |
| 第23話                                       |                                              | 知世優美的歌聲                               | 小櫻與知世的美好之歌                         | 大川七瀨                                     | 淺香守生                                     | 松井仁之                                     | 櫻井邦彦                                     | 9月29日                                      | 歌（Song） | 原創                                         |
| 第24話                                       |                                              | 縮小大冒險                                   | 小櫻的小小冒險                               | 大川七瀨 金子二郎                            | 寺東克己                                     | 真野玲                                       | 藤田真理子                                   | 10月6日                                      | 小（Little） | 原創                                         |
| 第25話                                       |                                              | 另一個小櫻                                   | 小櫻與另一個小櫻                             | 小川智子                                     | 神戶守                                       | 神戶守                                       | 古賀誠                                       | 10月13日                                     | 鏡（Mirror） | 第3卷                                        |
| 第26話                                       |                                              | 美麗的老師                                   | 小櫻與美麗的老師                             | 大久保智康                                   | 坂田純一                                     | 水野和則                                     | 君塚勝教                                     | 10月20日                                     | 迷（Maze） | 第3-4卷                                      |
| 第27話                                       |                                              | 回憶之神社                                   | 小櫻與充滿回憶的神社                         | 大川七瀨                                     | 松井仁之                                     | 松井仁之                                     | 北尾勝                                       | 10月27日                                     | 回（Return） | 原創                                         |
| 第28話                                       |                                              | 心想事成咒語咭牌                             | 小櫻與占卜卡片                               | 小川智子                                     | 神戶守                                       | 神戶守                                       | 古賀誠                                       | 11月3日                                      | 撃（Shot） | 原創                                         |
| 第29話                                       |                                              | 超級甜點心                                   | 小櫻的超甜點心                               | 小川智子                                     | 寺東克己                                     | 真野玲                                       | 藤田真理子                                   | 11月10日                                     | 甜（Sweet） | 原創                                         |
| 第30話                                       |                                              | 受了傷的古羅咭牌                             | 小櫻與受傷的紙牌                             | 金子二郎                                     | 神戶守                                       | 神戶守                                       | 古賀誠                                       | 11月17日                                     | 衝（Dash） | 原創                                         |
| 第31話                                       |                                              | 沒有書名的書                                 | 小櫻與沒有書名的書                           | 大川七瀨                                     | 坂田純一                                     | 水野和則                                     | 櫻井邦彦                                     | 11月24日                                     | 大（Big）、 創（Create） | 原創                                         |
| 第32話                                       |                                              | 基路仔與小狼                                 | 小櫻、小可與小狼                             | 大久保智康                                   | 松井仁之                                     | 松井仁之                                     | 北尾勝                                       | 12月1日                                      | 替（Change） | 原創                                         |
| 第33話                                       |                                              | 超寒冷的溜冰日記                             | 小櫻的溜冰記                                 | 小川智子                                     | 神戶守                                       | 神戶守                                       | 古賀誠                                       | 12月15日                                     | 凍（Freeze） | 原創                                         |
| 第34話                                       |                                              | 雪兔與白天的月亮                             | 小櫻、雪兔和白天的月亮                       | 大川七瀨                                     | 平塚住雄                                     | 真野玲                                       | 藤田真理子                                   | 12月22日                                     | - | 原創                                         |
| 第35話                                       |                                              | 美好的聖誕節                                 | 小櫻美好的聖誕節                             | 大川七瀨                                     | 水野和則                                     | 水野和則                                     | 君塚勝教                                     | 12月29日                                     | 火（Firey） | 第5-6卷                                      |
| 〈庫洛牌篇〉劇場版：小學4年級寒假            |                                              |                                              |                                              |                                              |                                              |                                              |                                              |                                              | |                                              |
|                                              |                                              | 百變小櫻之相約在香港                         | 庫洛魔法使劇場版：小櫻的香港之旅             | -                                            | -                                            | -                                            | -                                            | -                                            | 矢（Arrow） | 原創                                         |
| 〈庫洛牌篇〉第2部：小學5年級第1學期          |                                              |                                              |                                              |                                              |                                              |                                              |                                              |                                              | |                                              |
| 第36話                                       |                                              | 小櫻於下雪的新學期                           | 小櫻與下雪的新學期                           | 大川七瀨                                     | 坂田純一                                     | 真野玲                                       | 君塚勝教                                     | 1999年 4月6日                                | 雪（Snow） | 原創                                         |
| 第37話                                       |                                              | 知世失去了聲音                               | 小櫻與知世消失的聲音                         | 大川七瀨                                     | 神戶守                                       | 神戶守                                       | 古賀誠                                       | 4月13日                                      | 聲（Voice） | 原創                                         |
| 第38話                                       |                                              | 草莓旅行真開心                               | 小櫻的快樂採草莓記                           | 大久保智康                                   | 寺東克己                                     | 松井仁之                                     | 藤田真理子                                   | 4月20日                                      | 錠（Lock） | 原創                                         |
| 第39話                                       |                                              | 小櫻發高燒                                   | 小櫻發燒的那一天                             | 大川七瀨                                     | 坂田純一                                     | 三家本泰美                                   | 武内啓                                       | 4月27日                                      | 雲（Cloud） | 第8卷                                        |
| 第40話                                       |                                              | 夢中的小櫻                                   | 小櫻與夢中的小櫻                             | 大川七瀨                                     | 高柳滋仁                                     | 高柳滋仁                                     | 長谷部敦志                                   | 5月11日                                      | 夢（Dream） | 原創                                         |
| 第41話                                       |                                              | 小櫻、小狼與沙之海                           | 小櫻、小狼與沙漠                             | 大川七瀨                                     | 神戶守                                       | 神戶守                                       | 北尾勝                                       | 5月18日                                      | 砂（Sand） | 第5卷                                        |
| 第42話                                       |                                              | 漆黑一片的學藝大會                           | 小櫻與黑漆漆的才藝會                         | 大川七瀨                                     | 坂田純一                                     | 真野玲                                       | 君塚勝教                                     | 5月25日                                      | 光（Light）、 闇（Dark） | 第5卷                                        |
| 第43話                                       |                                              | 再見啦，莓鈴                                 | 再見了，莓鈴                                 | 大川七瀨                                     | 西村聡                                       | 高瀨節夫                                     | 藤田真理子                                   | 6月1日                                       | 雙（Twin） | 原創                                         |
| 第44話                                       |                                              | 基路仔與不可思議的老師                       | 小櫻、小可與神秘的老師                       | 大川七瀨                                     | 神戶守                                       | 神戶守                                       | 北尾勝                                       | 6月8日                                       | - | 第6卷                                        |
| 第45話                                       |                                              | 最後一張古羅咭                               | 小櫻與最後一張庫洛牌                         | 大川七瀨                                     | 冨永恒雄                                     | 山口賴房                                     | 君塚勝教 牛島勇二                            | 6月15日                                      | 地（Earthy） | 第6卷                                        |
| 第46話                                       |                                              | 最後的審判                                   | 小櫻與最後的審判                             | 大川七瀨                                     | 高柳滋仁                                     | 高柳滋仁                                     | 長谷部敦志                                   | 6月22日                                      | - | 第6卷                                        |
| 〈小櫻牌篇〉第3部：小學5年級第2學期－第3學期 |                                              |                                              |                                              |                                              |                                              |                                              |                                              |                                              | |                                              |
| 第47話                                       |                                              | 不可思議的轉校生                             | 小櫻與神祕的轉學生                           | 大川七瀨                                     | 淺香守生                                     | 高柳滋仁                                     | 北尾勝                                       | 9月7日                                       | - | 第7卷                                        |
| 第48話                                       |                                              | 醒覺的星之鎖匙                               | 小櫻與覺醒的星星鑰匙                         | 大川七瀨                                     | 松井仁之                                     | 神戶守                                       | 君塚勝教                                     | 9月14日                                      | 火（Firey） | 第7卷                                        |
| 第49話                                       |                                              | 危險的鋼琴                                   | 小櫻與危險的鋼琴                             | 大川七瀨                                     | 松井仁之                                     | 三笠修                                       | 藤田真理子                                   | 9月21日                                      | 歌（Song） | 第7卷                                        |
| 第50話                                       |                                              | 小狼與看不見的線                             | 小櫻與小狼及看不到的線                       | 大川七瀨                                     | 寺東克己                                     | 長濱亘彦                                     | 岩井優器                                     | 9月28日                                      | 劍（Sword） | 第7卷                                        |
| 第51話                                       |                                              | 變大的熊人公仔                               | 小櫻與變大的熊寶寶                           | 大川七瀨                                     | 坂田純一                                     | 水野和則                                     | 桜井邦彦                                     | 10月5日                                      | 跳（Jump）、 翔（Fly） | 第8卷                                        |
| 第52話                                       |                                              | 小櫻的羊仔警報                               | 小櫻，小心羊啊                               | 大川七瀨                                     | 松井仁之                                     | 政木伸一                                     | 藤田真理子                                   | 10月12日                                     | 消（Erase）、 力（Power） | 第7、8、9卷                                  |
| 第53話                                       |                                              | 受驚的單車                                   | 小櫻與恐慌自行車                             | 大川七瀨                                     | 政木伸一                                     | 高瀨節夫                                     | 長谷部敦志                                   | 10月19日                                     | 甜（Sweet）、 鎖（Lock）、 秤（Libra）、 砂（Sand）、 聲（Voice）、 替（Change）、 波（Wave）、 驅（Dash）、 風（Windy）、 輪（Loop） | 原創                                         |
| 第54話                                       |                                              | 回憶的年曆                                   | 小櫻與回憶的年曆                             | 大川七瀨                                     | 蛟イチロー                                   | 佐伯昭志                                     | 高村和宏                                     | 10月26日                                     | 花（Flower） | 第8-9卷                                      |
| 第55話                                       |                                              | 小櫻夢遊仙境                                 | 小櫻與不可思議王國的小櫻                     | 大川七瀨                                     | 寺東克己                                     | 長濱亘彦                                     | 君塚勝教                                     | 11月2日                                      | 大（Big）、 小（Little） | 原創                                         |
| 第56話                                       |                                              | 基路仔與史分尼路的初次碰面                   | 小櫻與小可的奇妙遭遇                         | 大川七瀨                                     | 阿蒜晃志                                     | 山口賴房                                     | 北尾勝                                       | 11月9日                                      | 眠（Sleep） | 原創                                         |
| 第57話                                       |                                              | 小櫻、小狼與升降機                           | 小櫻、小狼與電梯                             | 大川七瀨                                     | 高柳滋仁                                     | 高柳滋仁                                     | 濱田邦彦                                     | 11月16日                                     | 浮（Float） | 原創                                         |
| 第58話                                       |                                              | 基路仔與阿月的大危機                         | 小櫻與兩個人的危機時刻                       | 大川七瀨                                     | 寺東克己                                     | 橋本直人                                     | 中原清隆                                     | 11月30日                                     | 泡（Bubble）、 盾（Shield） | 原創                                         |
| 第59話                                       |                                              | 小櫻、知世與籃球陷阱                         | 小櫻、知世與球的陷阱                         | 大川七瀨                                     | 坂田純一                                     | 田中洋之                                     | 藤田真理子                                   | 12月7日                                      | 影（Shadow） | 第9卷                                        |
| 第60話                                       |                                              | 小櫻與最重要的朋友                           | 小櫻與她重要的朋友                           | 大川七瀨                                     | 水野和則                                     | 水野和則                                     | 長谷部敦志                                   | 12月14日                                     | 凍（Freeze） | 原創                                         |
| 第61話                                       |                                              | 小櫻與送給魔法咭的禮物                       | 小櫻、庫洛牌與禮物                           | 大川七瀨                                     | 蛟イチロー                                   | 真野玲                                       | 竹田欣弘                                     | 12月21日                                     | 地（Earthy）、 雙（Twin）、 矢（Arrow）、 拔（Through）、 鏡（Mirror）、 霧（Mist）                                                   | 原創                                         |
| 第62話                                       |                                              | 小櫻與不可思議的籤                           | 小櫻與不可思議的籤                           | 大川七瀨                                     | 山口賴房                                     | 山口賴房                                     | 君塚勝教                                     | 2000年 1月4日                                | 夢（Dream） | 原創                                         |
| 第63話                                       |                                              | 小櫻、泳池與巨浪                             | 小櫻、游泳池與大浪                           | 大川七瀨                                     | 松尾衡                                       | 橋本直人                                     | 中原清隆                                     | 1月11日                                      | 水（Watery） | 原創                                         |
| 第64話                                       |                                              | 小櫻上滑雪課的時候遇上暴風雪                 | 小櫻與大風雪的滑雪課                         | 大川七瀨                                     | 尾藤悠紀                                     | 高柳滋仁                                     | 春日井浩之                                   | 1月18日                                      | 時（Time） | 原創                                         |
| 第65話                                       |                                              | 小櫻與逐漸消失力量的雪兔                     | 小櫻與雪兔與消失的力量                       | 大川七瀨                                     | 坂田純一                                     | 田中洋之                                     | 藤田真理子                                   | 2月15日                                      | - | 第9-10卷                                     |
| 第66話                                       |                                              | 小櫻最喜歡的人                               | 小櫻最喜歡的人                               | 大川七瀨                                     | 佐藤雄三                                     | 八谷賢一                                     | 阿部恒                                       | 2月22日                                      | 迷（Maze）、 幻（Illusion） | 第10卷                                       |
| 第67話                                       |                                              | 小櫻、小狼與月峰神社                         | 小櫻、小狼與月峰神社                         | 大川七瀨                                     | 北尾勝                                       | 橋本直人                                     | 中原清隆                                     | 2月29日                                      | 樹（Wood）、 雷（Thunder）、 燈（Glow）                                                                                               | 第10卷                                       |
| 第68話                                       |                                              | 小櫻與過去的古羅理道                         | 小櫻與過去的庫洛里德                         | 大川七瀨                                     | 高柳滋仁                                     | 高柳滋仁                                     | 濱田邦彦                                     | 3月7日                                       | 雪（Snow）、 戻（Return） | 第10卷                                       |
| 第69話                                       |                                              | 小櫻與古羅理道的出現                         | 小櫻與現身的庫洛里德                         | 大川七瀨                                     | 坂田純一                                     | 淺香守生                                     | 高橋久美子                                   | 3月14日                                      | 光（Light）、 闇（Dark）、 雨（Rain）、 靜（Silent）、 擊（Shot）、 鬥（Fight）、 雲（Cloud）、 嵐（Storm）                           | 第11卷                                       |
| 第70話                                       |                                              | 小櫻真正的感受                               | 小櫻的真正心意                               | 大川七瀨                                     | 淺香守生                                     | 田中洋之                                     | 藤田真理子                                   | 3月21日                                      | 心（Heart） | 第11-12卷                                    |
| 〈小櫻牌篇〉劇場版：小學6年級暑假            |                                              |                                              |                                              |                                              |                                              |                                              |                                              |                                              | |                                              |
|                                              |                                              | 百變小櫻之再見Magic咭                          | 庫洛魔法使劇場版：被封印的卡片               | -                                            | -                                            | -                                            | -                                            | -                                            | 無（Nothing）、 希望（Hope） | 原創                                         |
| 〈透明牌篇〉：中學1年級第1學期               |                                              |                                              |                                              |                                              |                                              |                                              |                                              |                                              | |                                              |
| 第1話                                        |                                              | 小櫻與透明牌                                 | 小櫻與透明牌                                 | 大川七瀨                                     | 淺香守生                                     | 若林邦甫                                     | 濱田邦彥                                     | 2018年 1月7日                                | 疾風（GALE） | 第1卷                                        |
| 第2話                                        |                                              | 小櫻與没有出口的房間                         | 小櫻與没有出口的房間                         | 大川七瀨                                     | 市村徹夫                                     | 市村徹夫                                     | 河田泉、岡郁美                               | 1月14日                                      | 包圍（SIEGE） | 第1卷                                        |
| 第3話                                        |                                              | 小櫻的大雨警報                               | 小櫻的大雨警報                               | 大川七瀨                                     | 國行由里江                                   | 熨斗谷充孝                                   | 徳川恵梨、中原清隆、筱雅律                   | 1月21日                                      | 水源（AQUA） 反射（REFLECT） | 第2卷                                        |
| 第4話                                        |                                              | 小櫻與優秀的轉學生                           | 小櫻與優秀的轉學生                           | 大川七瀨                                     | 宍戸淳                                       | 筑紫大介                                     | 小畑賢、小林優子                             | 1月28日                                      | 行動（ACTION） | 第2卷                                        |
| 第5話                                        |                                              | 小櫻和賞花爭奪戰                             | 小櫻和賞花爭奪戰                             | 大川七瀨                                     | 細川秀樹                                     | 細川秀樹                                     | 田中志保                                     | 2月4日                                       | 引力（GRAVITATION） | 原創                                         |
| 第6話                                        |                                              | 小櫻和兔子和月亮之歌                         | 小櫻和兔子和月亮之歌                         | 大川七瀨                                     | 大原實                                       | 西畑佑紀                                     | 吉川佳織、赤尾良太郎                         | 2月11日                                      | 記錄（RECORD） | 第3卷                                        |
| 第7話                                        |                                              | 小櫻與庭院躲貓貓                             | 小櫻與庭院躲貓貓                             | 大川七瀨                                     | 夏目真悟                                     | 若林邦甫                                     | 宗崎暢芳                                     | 2月18日                                      | 飛翔（FLIGHT） | 第3卷                                        |
| 第8話                                        |                                              | 小櫻和時鐘和躲貓貓                           | 小櫻和時鐘和躲貓貓                           | 大川七瀨                                     | 小島正士                                     | 飯村正之                                     | 山本徑子、那須野文                           | 2月25日                                      | 透過（LUCID） | 第3卷                                        |
| 第9話                                        |                                              | 小櫻的心跳水族館                             | 小櫻的心跳水族館                             | 大川七瀨                                     | 市村徹夫                                     | 市村徹夫                                     | 西川千尋、河田泉                             | 3月4日                                       | 螺旋（SPIRAL） | 第3卷                                        |
| 第10話                                       |                                              | 小櫻和睡眠迷宮                               | 小櫻和睡眠迷宮                               | 大川七瀨                                     | 國行由里江                                   | 神原敏昭                                     | 小畑賢、櫻井木之實                           | 3月11日                                      | 轉寢（SNOOZE） 迷宮（LABYRINTH） | 第3-4卷                                      |
| 第11話                                       |                                              | 小櫻與顛倒的企鵝                             | 小櫻與顛倒的企鵝                             | 大川七瀨                                     | 夏目真悟                                     | 菊池聰延                                     | 藤田麻里子                                   | 3月18日                                      | 逆轉（REVERSAL） | 第4卷                                        |
| 第12話                                       |                                              | 小櫻和冰之球賽大會                           | 小櫻和冰之球賽大會                           | 大川七瀨                                     | 細川秀樹                                     | 細川秀樹                                     | 田中志穗、香月邦夫                           | 3月25日                                      | 冰雹（HAIL） | 原創                                         |
| 第13話                                       |                                              | 小櫻和歸來的莓鈴                             | 小櫻和歸來的莓鈴                             | 大川七瀨                                     | 坂田純一                                     | 友田政晴                                     | 吉田雄一、沼田廣                             | 4月8日                                       | - | 第4卷                                        |
| 第14話                                       |                                              | 小櫻和神社與動物園                           | 小櫻和神社與動物園                           | 大川七瀨                                     | 小島正士                                     | 高島大輔                                     | 野田康行                                     | 4月15日                                      | 幻影（MIRAGE） | 原創                                         |
| 第15話                                       |                                              | 小櫻和回憶鑑賞會                             | 小櫻和回憶鑑賞會                             | 大川七瀨                                     | 國行由里江                                   | 若林邦甫                                     | 宗崎暢芳、吉川真一                           | 4月22日                                      | - | 原創                                         |
| 第16話                                       |                                              | 小櫻、莓鈴與朋友                             | 小櫻、莓鈴與朋友                             | 大川七瀨                                     | 大原實                                       | 飯村正之                                     | 山本徑子、那須野文                           | 4月29日                                      | 揺動（SWING） 爭鬥（STRUGGLE） | 原創                                         |
| 第17話                                       |                                              | 小櫻和奇怪的點心                             | 小櫻和奇怪的點心                             | 大川七瀨                                     | 坂田純一                                     | 西畑佑紀                                     | 吉川佳織、堀内博之                           | 5月6日                                       | 顯現（APPEAR） | 第4卷                                        |
| 第18話                                       |                                              | 小櫻和火焰和水之鳥                           | 小櫻和火焰和水之鳥                           | 大川七瀨                                     | 佐山聖子                                     | 市村徹夫                                     | 河田泉、西川千尋                             | 5月13日                                      | 火焰（BLAZE） | 第4卷                                        |
| 第19話                                       |                                              | 小櫻和秋穗的搖籃曲                           | 小櫻和秋穗的搖籃曲                           | 大川七瀨                                     | 國行由里江                                   | 加藤顯                                       | 柴田志朗、木下由美子                         | 5月20日                                      | - | 原創                                         |
| 第20話                                       |                                              | 小櫻和彩虹和曾祖父                           | 小櫻和彩虹和曾祖父                           | 大川七瀨                                     | 坂田純一                                     | 菱川直樹                                     | 小島絵美、斎藤大輔                           | 5月27日                                      | - | 第5卷                                        |
| 第21話                                       |                                              | 小櫻和鏡子和充滿回憶的鑰匙                   | 小櫻和鏡子和充滿回憶的鑰匙                   | 大川七瀨                                     | 佐山聖子                                     | 細川秀樹                                     | 田中志穂、宗崎暢芳                           | 6月3日                                       | 鏡像（MIRROR） | 第5卷                                        |
| 第22話                                       |                                              | 小櫻的透明牌（終）                           | 小櫻的透明牌（終）                           | 大川七瀨                                     | 坂田純一                                     | 若林邦甫                                     | 香月邦夫、吉川真一                           | 6月10日                                      | - | 第5卷                                        |